# Adelognathus pusillus
Adelognathus pusillus là một loài tò vò trong họ Ichneumonidae.